# The Little Drummer Boy
The Little Drummer Boy (Il piccolo tamburino) è una celebre canzone natalizia statunitense scritta nel 1941 dalla compositrice Katherine Kennicott Davis (1892 – 1980) con il titolo The Carol of the Drum, titolo con cui è anche conosciuta.
La canzone, che inizialmente, non si sa per quale motivo, fu fatta passare dall'autrice per un brano tradizionale boemo, fu poi incisa nel 1959 da un discografico in una versione leggermente modificata (riarrangiata nel 1957 da Henry Onorati e Harry Simeone), che ne cambiò il titolo in The Little Drummer Boy, fatto che, oltretutto, scatenò le ire di Davis, che ne rivendicò la paternità, ovvero il titolo ormai comunemente accettato, e portata al successo dai Trapp Family Singers.
Nella canzone il ricorrente rum pum pum pum simula il suono di un tamburo (cfr. il "patapan" del canto natalizio francese del '700 Guillô, pran ton tamborin!, per questo meglio noto come Pat-A-Pan).

## Testo
La canzone è di contenuto religioso e leggendario allo stesso tempo; parla di un ragazzo che, impossibilitato a portare un dono al Bambin Gesù, inizia a suonare il tamburo in suo onore, con l'approvazione di Maria.

## Versioni discografiche
Oltre alla versione dei Trapp Family Singers, che lanciarono il brano, la versione più nota è probabilmente quella cantata in duetto nel 1977 da Bing Crosby e David Bowie, riarrangiata con il titolo Peace on Earth/Little Drummer Boy. Altre versioni comprendono quella dei Boney M del 1981, contenuta nel loro album Christmas album, quelle degli Air Supply (in The Christmas Album del 1987), Tori Amos, Whitney Houston, Joan Baez, Glen Campbell, i Chicago, Perry Como, le Destiny's Child, Neil Diamond, Marlene Dietrich, José Feliciano, Jessica Simpson ed Ashlee Simpson, Rocco Granata, gli Harlem Gospel Singers, la Kelly Family, Joan Jett & The Blackhearts, Dolly Parton, i Rush, Frank Sinatra, Ringo Starr (nell'album I Wanna Be Santa Claus del 1999), i Jackson 5, The Dandy Warhols, i Supremes, Josh Groban, Ronan Keating, Bob Dylan, contenuta nell'album "Christmas in the Heart" del 2009, Bob Seger, Glenn Medeiros (nell'album The Glenn Medeiros Christmas Album del 1993), Justin Bieber, Rondò Veneziano e i Pentatonix. Degna di nota è anche la versione strumentale del celebre pianista Richard Clayderman.
Esistono poi anche numerose versioni italiane tra le quali Piccolo tamburino, interpretata da Al Bano e Romina Power, Il tamburino - Little drummer boy, incisa da Ivan Graziani nell'album Nove del 1984. Nello stesso anno il brano Little Drummer Boy/Peace on Earth è stato inciso da Donatella Rettore e Caterina Caselli ed è contenuto nell'album Natale con i tuoi (1984). Il brano riprende il duetto tra Bing Crosby e David Bowie registrato nel 1977. Nello stesso anno I Cavalieri del Re l'hanno inclusa nel 33 giri natalizio Baby Christmas Dance. Nell'album I regali di Natale (2010), Antonella Ruggiero ha pubblicato Il piccolo tamburino (The little drummer boy), mentre l'ultima rivisitazione è di Sergio Sylvestre (2017).